# Kaprylsyra
Kaprylsyra eller oktansyra är en mättad medelkedjig fettsyra, som i förening med glycerol förekommer i olika fettämnen, till exempel i smör och kokosfett. Kaprylsyran är en bladig kristallinsk massa, som smälter vid 16,5 °C. Den har strukturformeln H3C−(CH2)6−COOH, och är en färglös oljig vätska som är minimalt löslig i vatten med en något obehaglig härskenliknande lukt och smak. Salter och estrar av oktansyra är kända som oktanoater eller kaprylater. Namnet på den relaterade acylgruppen är oktanoyl, kapryloyl eller kaprylyl. Den är en vanlig industriell kemikalie som produceras genom oxidation av C8-aldehyden. Dess föreningar finns naturligt i mjölk från olika däggdjur och som en mindre beståndsdel av kokosfett och palmkärnolja.
Två andra syror är uppkallade efter getter: kapronsyra (C6) och kaprinsyra (C10). Tillsammans med kaprylsyra står de för 15 procent av fettet i getmjölk.

## Användning
Kaprylsyra används kommersiellt vid tillverkning av estrar som används i parfymer och även vid tillverkning av färgämnen.
Kaprylsyra är ett antimikrobiellt bekämpningsmedel som används som rengöringsmedel för ytkontakt med livsmedel i kommersiella livsmedelshanteringsanläggningar på mejeriutrustning, livsmedelsutrustning, bryggerier, vingårdar och anläggningar för bearbetning av drycker. Det används också som desinfektionsmedel i sjukvårdsinrättningar och offentliga platser. Dessutom används kaprylsyra som en algicid, bakteriedödande medel, svampdödande medel och herbicid i plantskolor, växthus, trädgårdscentra och interiörer och på ornament. Produkter som innehåller kaprylsyra tillhandahålls som lösligt koncentrat/vätskor och färdiga vätskor.
Kaprylsyra spelar en viktig roll i kroppens reglering av energitillförsel och energi, en funktion som utförs av hormonet ghrelin. Hungerkänslan är en signal om att kroppen kräver tillförsel av energi i form av matkonsumtion. Ghrelin stimulerar hunger genom att utlösa receptorer i hypotalamus. För att aktivera dessa receptorer måste ghrelin genomgå en process som kallas acylering där det förvärvar en acylgrupp, och kaprylsyra tillhandahåller detta genom att länka till ett specifikt serinställe på ghrelinmolekyler. Andra fettsyror i samma position har liknande effekter på hungern.
Acylkloriden av kaprylsyra används vid syntes av perfluoroktansyra.
Kaprylsyra och kapronsyra spelar en avsevärd roll, då deras närvaro i smör kan användas för att konstatera förfalskning av detta, eftersom de saknas eller förekommer i mycket liten mängd i de fettämnen, som vanligen används för förfalskning, med undantag för kokosfett.

### Kostanvändning
Kaprylsyra tas som ett kosttillskott. I kroppen uppträder kaprylsyra  som oktanoat, eller oprotonerad kaprylsyra.
Vissa studier har visat att medelkedjiga triglycerider (MCT) kan hjälpa till i processen med överskott av kaloriförbränning, och därmed viktminskning. En systematisk genomgång av bevisen drog dock slutsatsen att de övergripande resultaten är ofullständiga. Intresset för MCTs har också visats av uthållighetsidrottare och bodybuilding-gemenskapen, men MCT har inte visat sig vara fördelaktigt för träningsprestanda.

### Medicinsk användning
Kaprylsyra har studerats som en del av en ketogen diet för att behandla barn med svårbehandlad epilepsi. Kaprylsyra undersöks för närvarande (2018) som en behandling för essentiell tremor.